# Steven De Neef
Steven De Neef (Asse, 16 de enero de 1971) es un ciclista belga que fue profesional de 1997 a 2011. Tras su retirada se convirtió en director deportivo haciendo estas funciones posteriormente en el conjunto Wanty-Groupe Gobert.

## Palmarés

### Ruta
2008
- Gran Premio de la Villa de Pérenchies

### Pista
2003
- Campeonato de Bélgica en Madison (con Wouter Van Mechelen)

2004
- Campeonato de Bélgica en Madison (con Andries Verspeeten)